# Johan Ludvig Bååth
Johan Ludvig Bååth, född den 11 september 1827 i Vadstena, död den 6 december 1912 i Helsingborg, var en svensk jurist. Han var far till Ludvig Magnus Bååth och farbror till Johan Bååth.
Bååth blev student vid Lunds universitet 1843 och avlade examen till rättegångsverken där 1847. Han blev vice häradshövding 1853, adjungerad ledamot i Göta hovrätt 1862, fiskal  där 1863 och notarie samma år. Bååth var häradshövding i Kinnefjärdings, Kinne och Kållands domsaga 1864–1905. Han efterträdde Johan Gabriel Richert som lantdomare och försökte fullfölja dennes liberala traditioner. År 1867 blev han medlem av vattenrättskommittén. Han utgav, förutom dennas betänkande, Svenska rättegångsväsendets ombildning (2 band 1885–1895). Bååth blev riddare av Vasaorden 1870 och av Nordstjärneorden 1879. Han vilar på Donationskyrkogården i Helsingborg.